# Viking Fund Publications in Anthropology
Die Viking Fund Publications in Anthropology (Abk. VFPA) sind eine US-amerikanische anthropologische Buchreihe der von dem schwedischen Großindustriellen Axel Wenner-Gren (1881–1961) gegründeten und ausgestatteten Stiftung in New York, die 1941 als The Viking Fund gegründet wurde und deren Name im Jahr 1951 in Wenner-Gren Foundation for Anthropological Research geändert wurde.

## Kurzeinführung
In der VFPA-Monographienreihe wurden Forschungsergebnissen aus der Anthropologie veröffentlicht, sie wurde 1942 unter der Leitung von Professor Cornelius Osgood von der Yale University ins Leben gerufen.
Den Angaben der Wenner-Gren Foundation zufolge wurde die Reihe, als sie ins Leben gerufen wurde, kostenlos an fast tausend der wichtigsten professionellen Anthropologen und Sozialwissenschaftler sowie an Primärbibliotheken in der ganzen Welt verteilt. Später, als die Zahl der Fachleute zunahm, sei der Vertrieb gegen eine geringe Gebühr ausgeweitet worden.
Die einzelnen Herausgeber der Reihe waren Cornelius Osgood (1943–1947), Ralph Linton (1948–1951), A. Irving Hallowell (1951–1955), Sherwood L. Washburn (1956–1961), Sol Tax (1962–1970), Colin M. Turnbull (1971–1976) und Arthur Jelinek (1976–1979).
1979 wurde die Reihe eingestellt. Insgesamt erschienen 57 Bände.

## Bände
- 1.	"Ethnography of the Yagua," Paul Fejos. Viking Fund: New York. 1943.
- 2.	"Yokuts Language of California," Stanley Newman. Viking Fund: New York. 1944.
- 3.	"Archaeological Explorations in the Cordillera Vilcabamba, Southeastern Peru," Paul Fejos. Viking Fund: New York. 1944.
- 4.	"Peruvian Archeology in 1942," Alfred Kroeber. Viking Fund: New York. 1944.
- 5.	"Plant Geography and Culture History in the American Southwest," George F. Carter. Viking Fund: New York. 1945
- 6.	"Linguistic Structures of Native America," edited by Harry Hoijer, M.R. Haas et al. Viking Fund: New York. 1946.
- 7.	"Excavations of Apatzingan, Michoacan," Isabel Kelly. Viking Fund: New York. 1947.
- 8.	"A Navaho Autobiography," Walter Dyk. Viking Fund: New York. 1947.
- 9.	"San Blas Cuna Acculturation: An Introduction," D.B. Stout. Viking Fund: New York. 1947.
- 10.	"The Common Descent Group in China and Its Functions," Hsien Chin Hu. Viking Fund: New York. 1948.
- 11.	"Tepexpan Man," Helmut de Terra, Javier Romero, and T.D. Steward. Viking Fund: New York. 1949.
- 12.	"Law and Government of the Grand River Iroquois," John A. Noon. Viking Fund: New York. 1949.
- 13.	"Peyote Music," David P. McAllester. Viking Fund: New York. 1949.
- 14.	"Ethiopic Documents: Gurage," Wolf Leslau. Viking Fund: New York. 1950.
- 15.	"Paiute Sorcery," Beatrice Blyth Whiting. Viking Fund: New York. 1950.
- 16.	"Sexual Behavior in Western Arnhem Land," Roland M. Berndt. Viking Fund: New York. 1951.
- 17.	"The Black Carib of British Honduras," Douglas MacRae Taylor. Wenner-Gren Foundation: New York. 1951.
- 18.	"Change and History," Margaret T. Hodgen. Wenner-Gren Foundation: New York. 1952.
- 19.	"Tlatilco and the Pre-Classic Cultures of the New World," Muriel N. Porter. Wenner-Gren Foundation: New York. 1953.
- 20.	"Truk: Man In Paradise," Thomas F. Galdwin and Seymour Sarason. Wenner-Gren Foundation: New York. 1953.
- 21.	"Social Structure and Culture Change in a Lebanese Village," John Gulick. Wenner-Gren Foundation: New York. 1955.
- 22.	"Studies in Cheremis: The Supernatural," Thomas Sebeok and Frances J. Ingemann. Wenner-Gren Foundation: New York. 1956.
- 23.	"Prehistoric Settlement Patterns in the New World," Gordon R. Willey. Wenner-Gren Foundation: New York. 1956.
- 24.	"Essays in Linguistics," Joseph H. Greenberg. University of Chicago Press: Chicago. 1957.
- 25.	"Obok: A Study of Social Structure in Eurasia," Elizabeth E. Bacon. University of Chicago Press: Chicago. 1958.
- 26.	"The Content and Style of an Oral Literature: Clackamas Chinook Myths and Tales," Melville Jacobs. University of Chicago Press: Chicago. 1959.
- 27.	"Culture and Conquest: America’s Spanish Heritage," George M. Foster. Wenner-Gren Foundation: New York. 1960.
- 28.	"The Application of Quantitative Methods in Archaeology," edited by Robert Heizer and Sherburne F. Cook. Wenner-Gren Foundation: New York. 1960.
- 29.	"Social Structure in Southeast Asia," edited by George P. Murdock. Wenner-Gren Foundation: New York. 1960.
- 30.	"The Ethnobotany of Pre-Columbian Peru," Margaret A. Towle. Aldine Publishing Co.: Chicago. 1961.
- 31.	"Social Life of Early Man," edited by Sherwood Washburn. Aldine Publishing Co.: Chicago. 1961.
- 32.	"Courses Toward Urban Life: Archeological Considerations of Some Cultural Alternates," edited by Robert Braidwood and Gordon R. Willey. Aldine Publishing Co.: Chicago. 1962.
- 33.	"A Roster of Civilizations and Culture," edited by Alfred Kroeber. Aldine Publishing Co.: Chicago. 1962.
- 34.	"Japanese Culture: Its Development and Characteristics," Robert J. Smith and Richard K. Beardsley. Aldine Publishing Co.: Chicago. 1962.
- 35.	"Sturgeon Hooks of Eurasia," Geza de Rohan-Csernak. Aldine Publishing Co.: Chicago. 1963.
- 36.	"African Ecology and Human Evolution," edited by F. Clark Howell and Francois Bourliere. Aldine Publishing Co.: Chicago. 1963.
- 37.	"Classification and Human Evolution," edited by Sherwood Washburn. Aldine Publishing Co.: Chicago. 1963.
- 38.	"Dances of Anahuac: The Choreography and Music of Precortesian Dances," Gertrude Kurath and Samuel Marti. Aldine Publishing Co.: Chicago. 1964.
- 39.	"Prehistoric Art of the Western Mediterranean and the Sahara," Luis Pericot Garcia and Eduardo Ripoll Perello. Aldine Publishing Co.: Chicago. 1964.
- 40.	"Readings in Early Anthropology," edited by J.S. Slotkin. Aldine Publishing Co.: Chicago. 1965.
- 41.	"Ceramics and Man," edited by Frederick R. Matson. Aldine Publishing Co.: Chicago. 1965.
- 42.	"The Peyote Religion Among the Navaho," David F. Aberle. Aldine Publishing Co.: Chicago. 1965.
- 43.	"The Social Organization of the Marri Baluch," Robert N. Pehrson. Aldine Publishing Co.: Chicago. 1966.
- 44.	"Ethnomusicology of the Flathead Indians," Alan P. Merriam. Aldine Publishing Co.: Chicago. 1967.
- 45.	"Genetic Diversity and Human Behavior," edited by J.N. Spuhler. Aldine Publishing Co.: Chicago. 1967.
- 46.	"Proper Peasants," edited by F. Fel and T. Hofer. Aldine Publishing Co.: Chicago. 1968.
- 47.	"Structure and Change in Indian Society," Milton Singer and Bernard S. Cohn. Aldine Publishing Co.: Chicago. 1968.
- 48.	"The Wahi Wanyatura: Economics in an African Society," Harold K. Schneider. Aldine Publishing Co.: Chicago. 1969.
- 49.	"The Dugum Dani: A Papuan Culture in the Highlands of West New Guinea," Karl Heider. Aldine Publishing Co.: Chicago. 1970.
- 50.	"Esperanza: An Ethnographic Study of a Peasant Community in Puerto Rico," Carlos Buitrago Ortiz. University of Arizona Press: Tucson. 1973.
- 51.	"The Puerto Ricans: Culture Change and Language Deviance," Ruby R. Leavitt. University of Arizona Press: Tucson. 1974.
- 52.	"Anthropology, History, and Cultural Change," Margaret T. Hodgen. University of Arizona Press: Tucson. 1974.
- 53.	"The Methodology of Anthropological Comparisons: An Analysis of Comparative Methods in Social and Cultural Anthropology," Gopala Sarana. University of Arizona Press: Tucson. 1975.
- 54.	"Music in the Culture of Northern Afghanistan," Mark Slobin. University of Arizona Press: Tucson. 1976.
- 55.	"The Aith Waryaghar of the Moroccan Rif: An Ethnography and History," David M. Hart. University of Arizona Press: Tucson. 1976.
- 56.	"Agricultural Terracing in the Aboriginal New World," R.A. Donkin. University of Arizona Press: Tucson. 1979.
- 57.	"Archaeological Ethnography in Western Iran," Patty Jo Watson. University of Arizona Press: Tucson. 1979.